# Хајлигенберг
Хајлигенберг (фр. Heiligenberg) насеље је и општина у источној Француској у региону Алзас, у департману Доња Рајна која припада префектури Молсхајм.
По подацима из 2011. године у општини је живело 650 становника, а густина насељености је износила 118,83 становника/km². Општина се простире на површини од 5,47 km². Налази се на средњој надморској висини од 290 метара (максималној 407 m, а минималној 204 m).

## Демографија
| 1962. | 1968. | 1975. | 1982. | 1990. | 1999. | 2011. |
| ----- | ----- | ----- | ----- | ----- | ----- | ----- |
| 326   | 350   | 464   | 508   | 535   | 562   | 650   |

График промене броја становника у току последњих година